# Kenny Schrub
Kenny „kennyS“ Schrub (* 19. Mai 1995 in Sarrebourg (Frankreich)) ist ein ehemaliger französischer E-Sportler, welcher durch seine Erfolge in der Disziplin Counter-Strike: Global Offensive bekannt wurde.

## Karriere
Schrub spielte bis 2012 in Counter-Strike: Source für kleinere Clans. Im April 2012 wurde der unter dem Nickname kennyS spielende Franzose bei Team VeryGames aufgenommen. Nach Erfolgen auf der britischen LAN-Party insomnia oder auf den ESL Major Series in Counter-Strike: Source, wechselte das Team Ende August 2012 auf das neue Spiel Counter-Strike: Global Offensive. Gegen Ende des Jahres 2012 gehörte das Team VeryGames zu den weltbesten Teams. Jedoch mussten sie sich unter anderem beim Electronic Sports World Cup 2012 oder auf der DreamHack Winter 2012 den zu diesem Zeitpunkt nahezu unbezwingbaren Ninjas in Pyjamas geschlagen geben. Im Mai 2013 wurde Schrub bei Team VeryGames durch Richard „shox“ Papillon ersetzt. In den darauffolgenden Monaten spielte kennyS für mehrere Organisationen. Beim ersten Major-Turnier, der DreamHack Winter 2013, erreichte der Franzose mit Recursive eSports das Achtelfinale. Im April 2014 wechselte Schrub zu Titan eSports. Der Franzose konnte in diesem Team mit seinen Leistungen als Sniper maßgeblich zu Erfolgen beitragen. So erreichte kennyS auf der Gfinity G3 Lan eine K/D-Rate von 1,46. Nach dauerhaft unbefriedigenden Resultaten des Teams wechselte Schrub im Juli 2015 zu Team EnVyUs. Bereits im August 2015 erreichte er mit seinem neuen Team zwei Erfolge in Köln. Team EnVyUs gewann auf der ersten Veranstaltung der ESL Intel Extreme Masters, der IEM X – gamescom, und wurde Zweiter auf der ESL One Cologne 2015. Im September folgten zwei Siege im Vereinigten Königreich auf der DreamHack London 2015 und auf dem Event Gfinity Champion of Champions 2015. Im dritten und letzten Major-Turnier des Jahres 2015, der Dreamhack Cluj-Napoca, erreichte Schrub mit EnVyUs seinen bisher größten Erfolg. Mit dem Gewinn des Turniers konnte das Team seinen Platz an der Weltspitze der CS:GO-E-Sports-Szene festigen. Am 3. Dezember gewann Kenny Schrub den The Game Award 2015 in der Kategorie Esports Player of the Year.
Im Februar 2017 verpflichtete G2 Esports den Franzosen. Erster großer Erfolg mit der neuen Organisation war der Gewinn der fünften Ausgabe der ESL Pro League.
Im Mai 2023 beendete er seine Karriere.

## Erfolge
Die folgende Tabelle zeigt die wichtigsten Erfolge von kennyS. Da Counter-Strike in Fünferteams gespielt wird, entsprechen die dargestellten Preisgelder ein Fünftel des gewonnenen Gesamtpreisgeldes des jeweiligen Teams.
| Jahr | Platz   | Turnier                                       | Team              | Persönliches Preisgeld |
| ---- | ------- | --------------------------------------------- | ----------------- | ---------------------- |
| 2012 | 2.      | ESWC 2012                                     | Team VeryGames    | 01.200 $               |
| 2012 | 2.      | DreamHack Winter 2012                         | Team VeryGames    | 016.000 SEK            |
| 2013 | 1.      | Mad Catz Birmingham                           | Team VeryGames    | 01.200 £               |
| 2013 | 5. – 8. | DreamHack Winter 2013                         | Recursive eSports | 02.000 $               |
| 2014 | 2.      | Gfinity G3 Lan                                | Titan eSports     | 02.000 $               |
| 2014 | 1.      | DreamHack Stockholm 2014                      | Titan eSports     | 02.000 $               |
| 2015 | 1.      | Gamers Assembly 2015                          | Titan eSports     | 02.000 $               |
| 2015 | 3.      | ESEA Season 18                                | Titan eSports     | 03.000 $               |
| 2015 | 1.      | IEM X – gamescom                              | Team EnVyUs       | 09.100 $               |
| 2015 | 2.      | ESL One Cologne 2015                          | Team EnVyUs       | 010.000 $              |
| 2015 | 5. – 6. | ESL ESEA Pro League Dubai Invitational 2015   | Team EnVyUs       | 02.500 $               |
| 2015 | 1.      | DreamHack London 2015                         | Team EnVyUs       | 04.000 $               |
| 2015 | 1.      | Gfinity Champion of Champions 2015            | Team EnVyUs       | 010.000 $              |
| 2015 | 1.      | DreamHack Cluj-Napoca 2015                    | Team EnVyUs       | 020.000 $              |
| 2015 | 3. – 4. | ESL ESEA Pro League Season 2 Finals           | Team EnVyUs       | 05.000 $               |
| 2016 | 3. – 4. | Star Ladder i-League XIV Finals               | Team EnVyus       | 04.000 $               |
| 2016 | 1.      | Game Show Global eSports Cup Season 1         | Team EnVyUs       | 016.000 $              |
| 2016 | 3. – 4. | DreamHack Masters Malmö 2016                  | Team EnVyUs       | 04.400 $               |
| 2016 | 5. – 8. | Eleague Season 1                              | Team EnVyUs       | 010.000 $              |
| 2016 | 5. – 8. | Star Ladder i-League StarSeries Season 2      | Team EnVyUs       | 02.000 $               |
| 2016 | 3. – 4. | DreamHack Bucharest 2016                      | Team EnVyUs       | 02.000 $               |
| 2016 | 1.      | Gfinity CS:GO Invitational 2016               | Team EnVyUs       | 010.000 $              |
| 2016 | 5. – 6. | ESL Pro League Season 4: Finals               | Team EnVyUs       | 07.000 $               |
| 2016 | 3. – 4. | Northern Arena 2016 – Montreal                | Team EnVyUs       | 02.000 $               |
| 2016 | 3. – 4. | Esports Championship Series Season 2 – Finals | Team EnVyUs       | 013.000 $              |
| 2017 | 1.      | WESG 2017                                     | Team EnVyUs       | 160.000 $              |
| 2017 | 5. – 8. | Star Ladder i-League StarSeries Season 3      | G2 Esports        | 02.000 $               |
| 2017 | 3. – 4. | DreamHack Austin 2017                         | G2 Esports        | 02.000 $               |
| 2017 | 3. – 4. | DreamHack Tours 2017                          | G2 Esports        | 010.000 $              |
| 2017 | 1.      | HTC 2vs2 Invitational by PGL                  | G2 Esports        | 010.000 $              |
| 2017 | 1.      | ESL Pro League Season 5: Finals               | G2 Esports        | 045.000 $              |
| 2017 | 1.      | DreamHack Masters Malmö 2017                  | G2 Esports        | 020.000 $              |
| 2019 | 1.      | Good Game League 2019                         | G2 Esports        | 11.270,96 $            |

## Auszeichnungen
- 12. Platz im HLTV.org-Ranking der Besten 20 CS:GO-Spieler des Jahres 2013[9]
- 6. Platz im HLTV.org-Ranking der Besten 20 CS:GO-Spieler des Jahres 2014[10]
- 6. Platz im HLTV.org-Ranking der Besten 20 CS:GO-Spieler des Jahres 2015[11]
- 13. Platz im HLTV.org-Ranking der Besten 20 CS:GO-Spieler des Jahres 2016[12]
- The Game Award 2015 in der Kategorie Esports Player of the Year[13]